# Spitsbergen
Spitsbergen (Noors: Svalbard; Russisch: Шпицберген, Sjpitsbergen) is een eilandengroep (archipel) in de Noordelijke IJszee, zo'n 565 km ten noorden van Noorwegen, die uit drie grotere en een tachtigtal kleine eilanden bestaat. De eilandengroep maakt sinds 1920 met een apart statuut deel uit van het koninkrijk Noorwegen.
De geografische ligging is tussen 74°-81° NB en 10°-35° OL. De oppervlakte is ca. 62.000 km², waarvan 60% bedekt is met gletsjers. Op de hele archipel wonen, afhankelijk van het seizoen, 3000 tot 4000 mensen, waarvan ongeveer de helft in de hoofdstad Longyearbyen. Landinwaarts is het landschap ruig met steile bergen. De meeste bergen zijn tussen de 800 en 1300 meter hoog. De hoogste bergtop is Newtontoppen (1713 meter). Perriertoppen is vrijwel even hoog (1712 meter). In totaal zijn er zes bergtoppen hoger dan 1400 meter.

## Naam
De naam Spitsbergen is gegeven door de Nederlander Willem Barentsz in 1596, toen hij onderweg was naar Nova Zembla, op zoek naar een noordelijke route naar Oost-Azië. In 1925 werd de Noorse naam voor de Spitsbergenarchipel, Svalbard, vastgesteld. Deze naam werd gekozen naar een vermelding in een IJslandse tekst uit de twaalfde eeuw en betekent "koude rand" of, vrijer vertaald, "koude kust". Er is overigens geen enkel bewijs dat de in die tekst genoemde naam daadwerkelijk betrekking had op Spitsbergen. Mogelijk werd er het eiland Jan Mayen of een stuk van de Groenlandse kust mee bedoeld.
In de meeste talen wordt de archipel tegenwoordig 'Svalbard' genoemd en verwijst 'Spitsbergen' naar het grootste eiland van deze archipel. In het Nederlands en sommige andere talen, zoals het Duits, het Fries en het Russisch, worden beide echter 'Spitsbergen' genoemd (zoals oorspronkelijk).
Ook in Noorwegen wordt overigens de gehele archipel wel aangeduid met Spitsbergen.

## Geschiedenis
De geschreven geschiedenis van Spitsbergen begon aan het einde van de zestiende eeuw toen de eilandengroep werd ontdekt door Willem Barentsz op zijn derde expeditie om de Noordoostelijke doorvaart te vinden. De verhalen van de overlevenden van die dramatische laatste reis van Barentsz maakten in de Republiek der Zeven Verenigde Nederlanden duidelijk dat Spitsbergen grote kansen bood voor de walvisvangst.

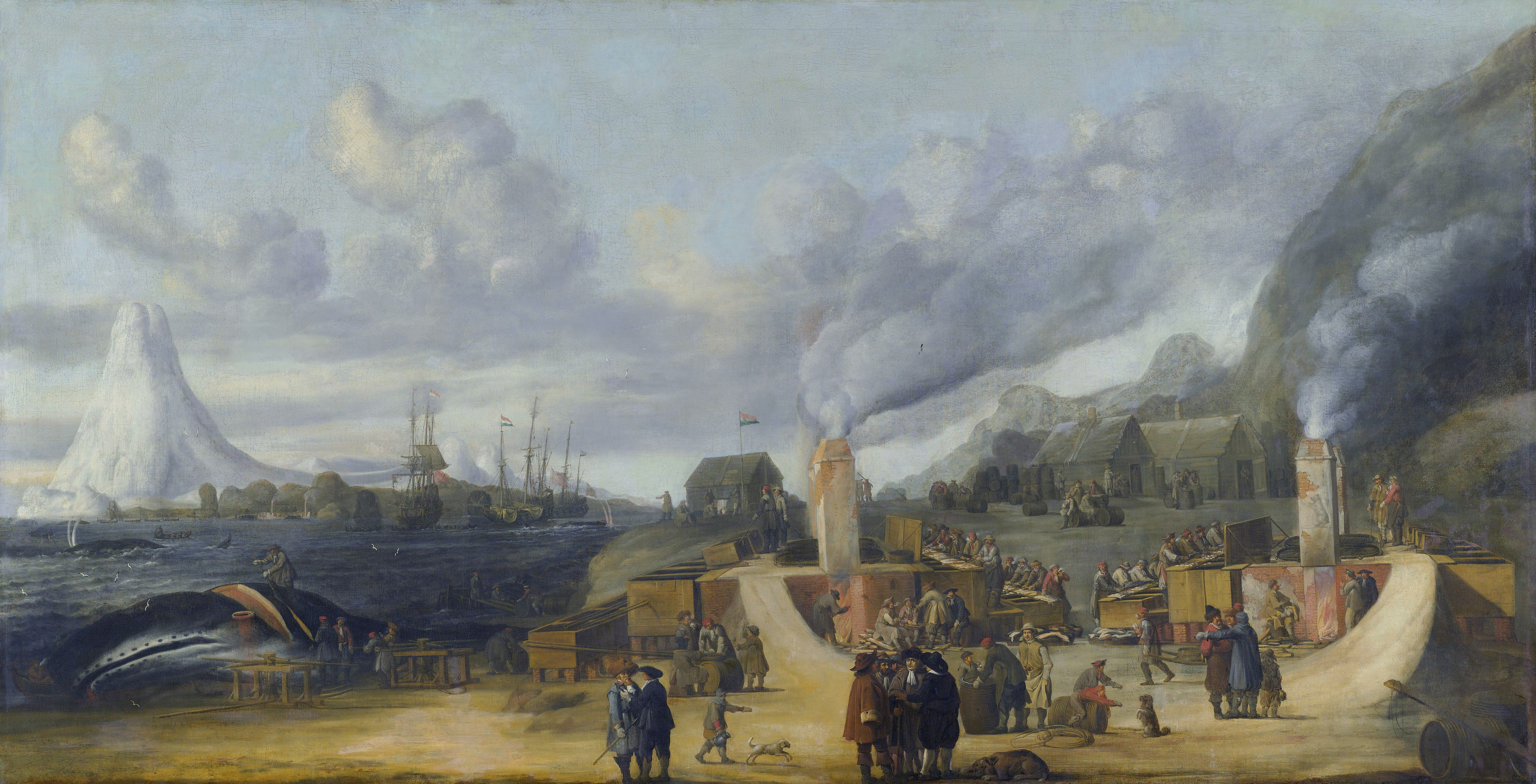
Nederlanders in Smeerenburg
(1639), Cornelis de Man, Rijksmuseum Amsterdam

### Walvisjacht
In de zeventiende eeuw werden de fjorden en zeeën van de eilandengroep het jachtterrein van vooral Nederlandse en Engelse walvisjagers. De Nederlandse Noordsche Compagnie had in de 17e eeuw tot 1660 gedurende het vangstseizoen traankokerijen in Smeerenburg. Er zijn pogingen gedaan om de nederzetting permanent te bewonen, maar overwinteren bleek in de praktijk niet haalbaar. Naar deze nederzetting op het eiland Amsterdamøya is vanuit Nederland eind 20e eeuw archeologisch onderzoek gedaan. Het steeds tijdelijke karakter van bewoning leidde ertoe dat geen enkele natie de behoefte voelde om de archipel daadwerkelijk te koloniseren, hoewel de Deense koning aanspraak maakte op de eilanden.

### Pelsjagers
Halverwege de achttiende eeuw waren vrijwel alle walvissen rond Spitsbergen gedood. Landen als de Republiek der Zeven Verenigde Nederlanden en Engeland verloren daarmee hun interesse in Spitsbergen. In deze periode werd het vasteland van de eilanden nieuw jachtgebied, nu voor pelsjagers. In eerste instantie kwamen deze uit Rusland, de zogenaamde Pomoren. Daarbij voegden zich wat later ook jagers uit het noorden van Noorwegen die zich richtten op ijsberen. Deze jacht was vooral het terrein van eenlingen en heeft ook niet dezelfde dramatische gevolgen gehad als de walvisjacht. De jagers opereerden op eigen houtje en hadden weinig behoefte aan enige vorm van bestuur. De eilanden bleven daardoor terra nullius.

### Steenkool
Aan het einde van de negentiende eeuw was er in de westerse wereld een groeiende interesse in de poolgebieden. Dat leidde ook tot grotere aandacht voor Spitsbergen. De eilanden werden studieobject voor geografen en geologen. Al snel bleek dat Spitsbergen rijke steenkoolvoorraden had. De steenkool leek ook eenvoudig te winnen. Deze ontdekking leidde tot een bescheiden variant van de goldrush in Alaska: individuen zowel als bedrijven claimden grote delen van West-Spitsbergen om daar mijnbouw te kunnen plegen. Daarnaast werden ook pogingen gedaan om andere mineralen, zoals marmer en gips te ontginnen. Het ontbreken van een effectief bestuur begon daardoor een probleem te worden. De steenkoolwinning is nog lang voortgezet, tot het in de jaren 2010 niet meer rendabel was vanwege lage marktprijzen. De steenkool van Spitsbergen (uit Gruve 7) was van hoge kwaliteit, en een belangrijk deel van de productie werd gebruikt door de metaalindustrie in Duitsland, onder andere voor het gieten van motorblokken.

### Tweede Wereldoorlog
Toen in april 1940 de Duitse troepen Noorwegen tot de Noordkaap bezetten veranderde er aanvankelijk op Spitsbergen niet veel. De kolen voor de Sovjet-Unie konden afgevoerd worden en Hitler liet het eiland voor wat het was. Dat veranderde nadat in 1941 de Duitsers de Sovjet-Unie binnenvielen. Spitsbergen werd strategisch belangrijk in verband met de geallieerde konvooien naar Moermansk en de steenkoolvoorraden. In augustus 1941 werd Operatie Gauntlet uitgevoerd, een gecombineerde Britse, Noorse en Canadese commandoactie. Men evacueerde 2000 Russen naar Archangelsk en 800 Noren naar Schotland, stak 1,45 miljoen ton steenkool en 1,25 miljoen liter benzine in brand, ontmantelde de kolenmijnen, vernielde twee Duitse automatische weerstations en verliet vervolgens het inmiddels onbewoond geworden eiland.
In april 1942 landden 82 Noorse soldaten op Spitsbergen onder de codenaam Fritham. Ze werden ontdekt en gebombardeerd door Duitse langeafstandbommenwerpers. Twaalf Noren kwamen daarbij om het leven. Later kreeg dit kleine garnizoen de beschikking over luchtafweergeschut. Operatie Fritham had als doel Duitse weerstations op te sporen en te vernietigen en de kolenmijnen te herstellen. Op 6 september 1943 vertrokken de twee grootste Duitse slagschepen, de Scharnhorst en de Tirpitz uit Noorwegen richting Spitsbergen onder de codenaam Operation Sizilien. Ze arriveerden op 7 september om 9.00 uur bij de haven van Barentszburg en bestookten het dorp met hun 35 cm kanonnen. Duitse matrozen gingen vervolgens aan land en namen zestig Noorse soldaten gevangen. Ze vernielden alle militaire en civiele installaties en vertrokken dezelfde dag bij het vallen van de avond.
In september 1943 vestigden elf Duitse soldaten, onder leiding van de weerkundige Wilhelm Dege, op een moeilijk toegankelijk deel van Spitsbergen het weerstation Haudegen. Ze zonden per radio iedere drie uur meteorologische gegevens naar hun basis in Noorwegen. De groep had voor een jaar lang verblijf voorraden mee gekregen. Toen Duitsland op 7 mei 1945 capituleerde werden de mannen van Haudegen vergeten. Ze werden door niemand officieel op de hoogte gesteld van de capitulatie. Ten slotte zochten ze per radio contact met de geallieerden. In september 1945 werd hun aanwezigheid opgemerkt, waarna ze enkele dagen later de gelegenheid kregen zich over te geven aan de kapitein van het Noorse robbenjachtschip Blaasel.

## Spitsbergenverdrag
In 1920 werd in het Spitsbergenverdrag vastgelegd dat de eilanden onder Noors toezicht kwamen. Maar het land staat wel op zichzelf, de belastingen zijn anders geregeld dan in Noorwegen en het geld afkomstig uit Spitsbergen, moet ook daar weer benut worden. Er wordt geen belasting geheven op bijvoorbeeld drank, zodat de prijzen een stuk lager zijn dan in Noorwegen. Theoretisch is Spitsbergen te bezoeken zonder een paspoort te tonen.
De status van Spitsbergen is met enige regelmaat twistpunt tussen Noorwegen en Rusland. Rusland maakt als vrijwel enige natie gebruik van de rechten die het Spitsbergenverdrag biedt, en meent dat Noorwegen zijn rechten schendt door met een beroep op bescherming van de natuur en/of het milieu de Russische economische activiteiten te belemmeren. De enige overgebleven Russische basis is Barentszburg.
Al het vliegverkeer tussen Spitsbergen en Noorwegen wordt beschouwd als een internationale vlucht, waarbij alle reizigers door de douane en paspoortcontrole heen moeten. Vanwege de bijzondere bestuurlijke status heeft Spitsbergen een eigen internetdomein-landcode, namelijk .sj, die het vanwege de statistische benoeming in ISO 3166-1 van Spitsbergen en Jan Mayen als één geheel deelt met Jan Mayen.
Toezichthouder namens de Noorse overheid op de eilandengroep is de sysselmann. Hij of zij zetelt in de hoofdstad Longyearbyen. Spitsbergen maakt in tegenstelling tot de rest van Noorwegen geen deel uit van de Verdragen van Schengen terwijl Jan Mayen hier wel onder valt. Binnenlandse vluchten tussen het vasteland van Noorwegen en de eilandengroep zijn onderhevig aan de Schengengrenscontroles.

## Nederzettingen

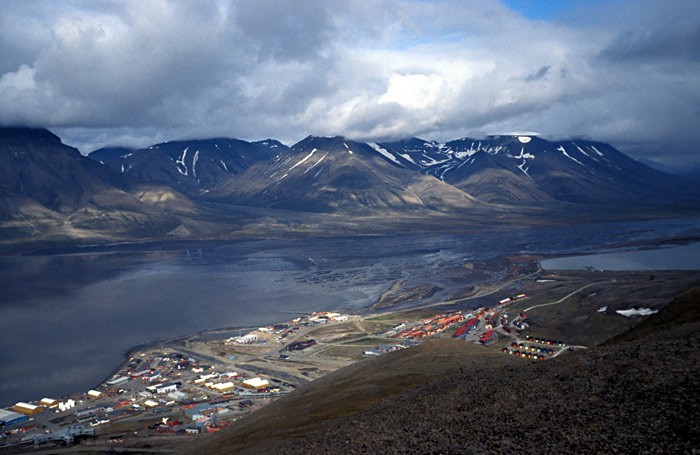
Uitzicht over de hoofdstad Longyearbyen

Longyearbyen is de grootste nederzetting op Spitsbergen met ongeveer 1700 inwoners (2004).
Willem Barentsz is de naamgever van de plaats Barentszburg, met circa 500 Russische inwoners de tweede nederzetting op de eilanden. Andere bewoonde nederzettingen zijn Sveagruva (210 inw.) en Ny-Ålesund (40 inw.). Ook Pyramiden is sinds 2008 weer bewoond: 22 Russen proberen er het dorp klaar te maken voor toerisme. Daarnaast zijn er een aantal Noorse weerstations en een Pools onderzoekcentrum te Hornsund met circa 10 inwoners. Daarnaast zijn er de verlaten plaatsen Rijpsburg, Smeerenburg en Groemant.
Begin 2008 is op Spitsbergen de Wereldzaadbank van start gegaan, een internationale genenbank waar alle soorten zaden ter wereld moeten worden bewaard op een zodanige wijze dat ook na rampen elders ter wereld de zaden behouden blijven.

## Klimaat
Dankzij de Golfstroom wordt het niet extreem koud op Spitsbergen en blijven de wateren rondom het eiland voor het grootste deel van het jaar ijsvrij en bevaarbaar. De gemiddelde wintertemperatuur is −12 °C, de gemiddelde zomertemperatuur +5 °C. De westkant is warmer dan de oostkant; dit wordt veroorzaakt door de loop van de Golfstroom. Doordat de zee in het voorjaar het koudst is, is maart ook de koudste maand van het jaar. De laagst gemeten temperatuur op Spitsbergen kwam voor in maart 1986. Toen werd het −46,3 graden. In juli en augustus is het zo'n +4 tot +6 graden en in Longyearbyen is het in juli gemiddeld +6,2 graden. Op een mooie dag stijgt de temperatuur soms tot +12 graden. In juli 1979 steeg de temperatuur tot +21,3 graden en dat was zeer uniek. In de lagere delen van Spitsbergen is de bodem bedekt met sneeuw tussen september en begin juni. Slechts een paar maanden is de sneeuw gesmolten. Boven de 600 meter ligt er het hele jaar door sneeuw.

### Klimaatverandering
De verandering van het klimaat en de opwarming van de aarde ondervinden bewoners en onderzoekers hier aan den lijve. Gletsjers die zich snel terugtrekken, smelt die steeds vroeger in het voorjaar begint, inheemse vogelsoorten die uitsterven en niet-inheemse soorten die zich komen vestigen, fjorden die 's winters niet meer dichtvriezen.
In 2015 en ook het jaar daarop waren er modderlawines en aardverschuivingen na ernstige regenval en hogere wintertemperaturen.
Dit leidde tot evacuaties en een afnemend gevoel van veiligheid bij inwoners.
Al deze verschijnselen corresponderen met het oplopen van de gemeten gemiddelde jaartemperatuur: was deze in 1899 nog −6,7 graad Celsius, in 1917 −2,4 °C, in 2006 was deze opgelopen tot −1,7 °C.
"Het hele systeem is uit balans", constateert Bernd Etzelmüller, geoloog aan de universiteit van Oslo. De afgelopen 60 jaar is her er 6 graden opgewarmd waarmee het een voorloper is geworden van de klimaatverandering.

### Klimatogram
| Maand                                                                         | jan   | feb   | mrt   | apr   | mei   | jun  | jul  | aug  | sep   | okt   | nov   | dec   | Jaar  |
| ----------------------------------------------------------------------------- | ----- | ----- | ----- | ----- | ----- | ---- | ---- | ---- | ----- | ----- | ----- | ----- | ----- |
| Hoogste maximum (°C)                                                          | 7,7   | 6     | 6,3   | 7,5   | 10,6  | 15,7 | 21,3 | 18,1 | 15,2  | 8,9   | 7,5   | 7,2   | 21,3  |
| Gemiddeld maximum (°C)                                                        | −13,0 | −13,0 | −13,0 | −9,0  | −3,0  | 3,0  | 7,0  | 6,0  | 1,0   | −4,0  | −8,0  | −11,0 | −4,7  |
| Gemiddelde temperatuur (°C)                                                   | −16,5 | −17   | −16,5 | −12,5 | −5    | 1    | 5    | 4    | −1    | −6,5  | −11   | −14,5 | −7,54 |
| Gemiddeld minimum (°C)                                                        | −20,0 | −21,0 | −20,0 | −16,0 | −7,0  | −1,0 | 3,0  | 2,0  | −3,0  | −9,0  | −14,0 | −18,0 | −10,3 |
| Laagste minimum (°C)                                                          | −38,8 | −43,7 | −46,3 | −39,1 | −21,7 | −8,4 | 0,2  | −3,9 | −12,6 | −20,8 | −33,2 | −35,6 | −46,3 |
|                                                                               |       |       |       |       |       |      |      |      |       |       |       |       |       |
| Neerslag (mm)                                                                 | 22,0  | 28,0  | 29,0  | 16,0  | 13,0  | 18,0 | 24,0 | 30,0 | 25,0  | 19,0  | 22,0  | 25,0  | 271   |
| Zonuren (uur/dag)                                                             | 0,0   | 0,1   | 2,5   | 7,6   | 8,2   | 5,5  | 5,0  | 4,3  | 2,5   | 0,4   | 0,0   | 0,0   | 3     |
| Regendagen (dag)                                                              | 23    | 19    | 21    | 20    | 20    | 20   | 18   | 20   | 25    | 26    | 25    | 25    | 262   |
| Watertemperatuur (°C)                                                         | 2     | 2     | 2     | 1     | 2     | 3    | 5    | 6    | 5     | 4     | 3     | 2     | 3,1   |
| Relatieve luchtvochtigheid (%)                                                | 73    | 74    | 74    | 72    | 73    | 72   | 75   | 75   | 75    | 73    | 71    | 71    | 73,2  |
| Bron: Nordicvisitor.com, Climatemps.com, ClimatestoTravel.com, Climatemps.com |       |       |       |       |       |      |      |      |       |       |       |       |       |

## Flora en fauna

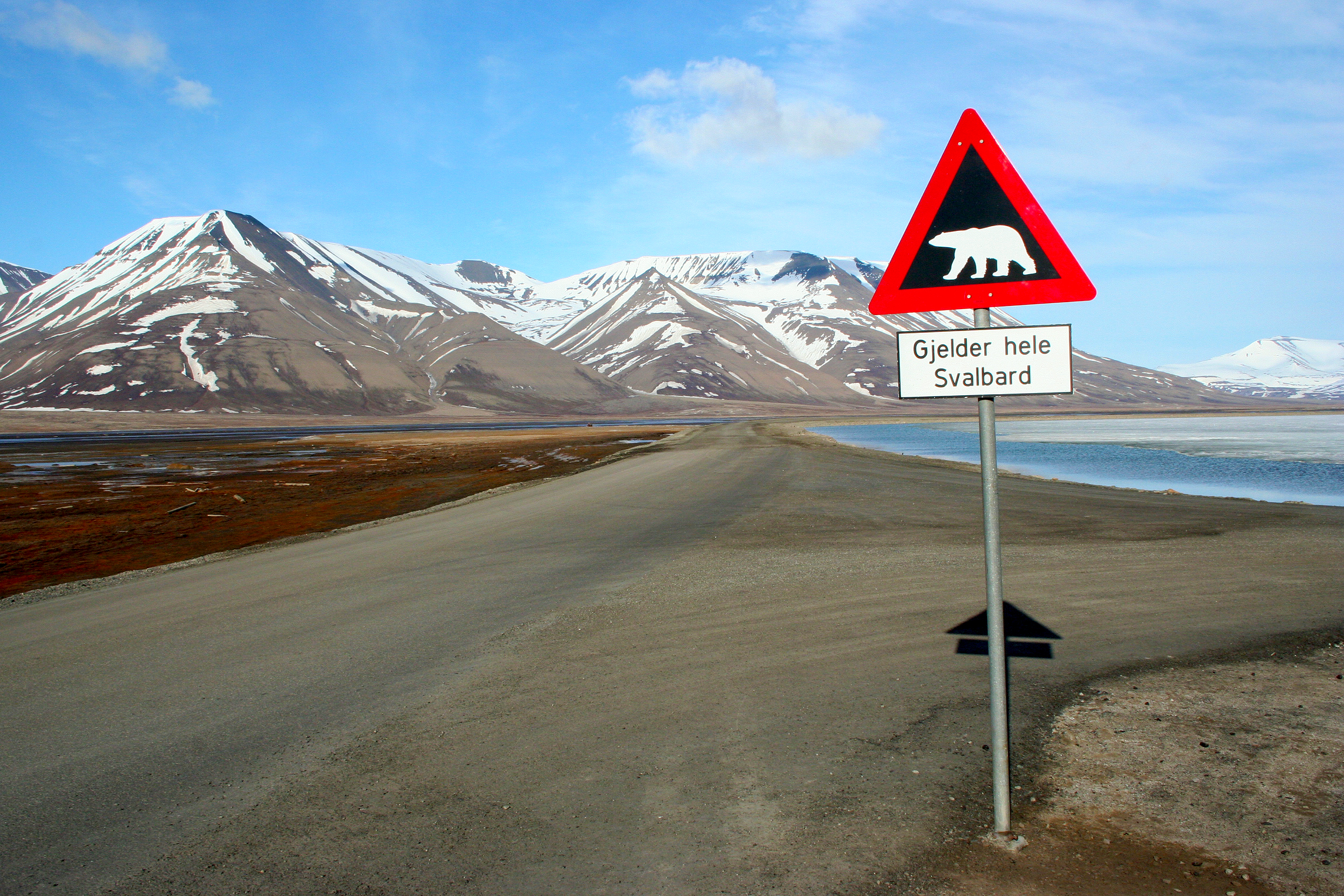
Waarschuwingsbord voor ijsberen

Zo'n 7 procent van het land is bedekt met vegetatie. In de zomer ontdooit de bovenste laag in beschutte delen en kan de flora tot leven komen. In de omgeving van Longyearbyen groeien zo'n honderd soorten planten en op heel Spitsbergen zijn er 176 bekend. Op Spitsbergen zijn vijf soorten bomen te vinden. Dit zijn vier soorten wilgen en één berksoort. Deze bomen worden nooit hoger dan 30 centimeter. Daarna vriezen ze dood.
De fauna bestaat er uit arctische zeezoogdieren, ijsberen en poolvossen die er via het drijfijs komen en verschillende soorten broedende vogels.
Geheel Spitsbergen wordt tot de WWF-ecoregio arctische woestijn (PA1101) gerekend. Omwille van de ecologische kwetsbaarheid, geldt op Spitsbergen een verbod op het houden van katten.

## Eilanden
De drie grootste eilanden zijn:
- Spitsbergen
- Nordaustlandet
- Edgeøya

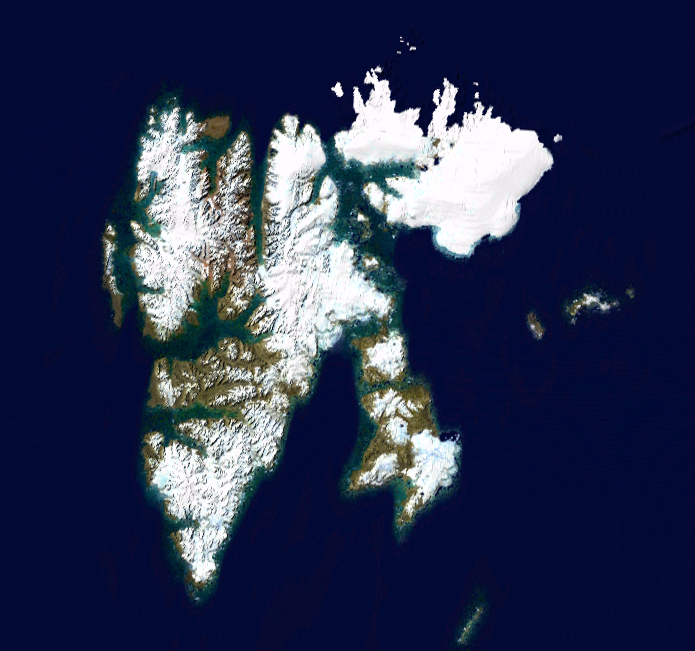
Satellietfoto

Kleinere eilanden zijn onder andere:
- Barentszeiland (Barentsøya)
- Prins Karls Forland
- Amsterdam
- Moffen
- Kvitøya

Ook de zuidelijker gelegen eilanden, zoals Bereneiland (Bjørnøya) en Hopen horen (bestuurlijk) bij de eilandengroep. Ten oosten van Spitsbergen bevindt zich de Russische eilandengroep Frans Jozefland.

## Fossielen
In oktober 2006 werd bekendgemaakt dat wetenschappers op Spitsbergen grote hoeveelheden fossielen van uitgestorven zeereptielen hebben gevonden. Er werden fossielen gevonden van plesiosauriërs, ichthyosauriërs en pliosauriërs. Van de laatste werd een zeer compleet skelet ontdekt.